# The Flock (episodio de Los 100)
«The Flock» es el noveno episodio de la séptima temporada y el nonagésimo tercer episodio de la serie de televisión estadounidense de ciencia ficción y drama Los 100. El episodio fue escrito por Alyssa Clark y dirigido por Amyn Kaderali. Fue estrenado el 15 de julio de 2020 en Estados Unidos por la cadena The CW. Murphy (Richard Harmon) e Indra (Adina Porter) deben calmar una situación tensa. Mientras tanto, viejos amigos hacen nuevas alianzas.

## Argumento
Hace tres meses en Bardo, Echo, Octavia, Diyoza y Hope son introducidas al estilo de vida de los Discípulos y reciben capacitación; Octavia comienza una relación romántica con Levitt mientras que todos menos Hope se dedican a la causa y la guerra que se avecina contra el enemigo que mató a los bardoanos nativos. Con Hope continuando resistiendo, es sentenciada a cinco años de prisión en Skyring por sugerencia de Echo. En el presente en Sanctum, Nikki exige que Murphy, Sheidheda y Raven se entreguen en veinte minutos o ella comenzará a ejecutar rehenes; Murphy e Indra de mala gana forman una alianza con el Comandante Oscuro que les señala un túnel secreto. Nelson obliga a Murphy y Emori a admitir la verdad sobre sus identidades mientras Sheidheda hace lo mismo; cuando Nikki se prepara para ejecutar a Emori por la falta de aparición de Raven, Murphy admite ser quien sugirió el uso de los prisioneros para reparar el reactor y trata de disuadir a Nikki pacíficamente, comprando suficiente tiempo para que Wonkru invada, obligando a Nikki y Nelson a rendirse. Con la verdad sobre la muerte de Russell revelada, Indra lo encierra con muchos de los enojados sanctumitas, solo para que el Comandante Oscuro los mate a todos y luego declara que su lucha acaba de comenzar mientras Knight y otro guardia de Wonkru se inclinan ante él.

## Elenco
- Eliza Taylor como Clarke Griffin. (Solo en créditos)
- Bob Morley como Bellamy Blake. (Solo en créditos)
- Marie Avgeropoulos como Octavia Blake.
- Lindsey Morgan como Raven Reyes. (Solo en créditos)
- Richard Harmon como Jhon Murphy.
- Tasya Teles como Echo / Ash.
- Shannon Kook como Jordan Green. (Solo en créditos)
- JR Bourne como Sheidheda.
- Chuku Modu como Dr. Gabriel Santiago. (Solo en créditos)
- Shelby Flannery como Hope Diyoza.

## Recepción
En Estados Unidos, «The Flock» fue visto por 0.61 millones de espectadores, de acuerdo con Showbuzz Daily.

### Recepción crítica
Selina Wilken para Hypable: «“The Flock” es otro episodio de llenar los espacios en blanco de lo que se perfila como una temporada final muy acertada. Este es más un error para mí. No ayuda que este episodio siga directamente al excelente piloto de puerta trasera de la semana pasada. Es difícil estar a la altura de la precuela muy vivaz, fresca y llena de potencial, particularmente cuando evidentemente no tienes mucho margen en términos de desarrollo o exposición del personaje».